# Reino de Sarawak
El reino de Sarawak fue un antiguo estado asiático localizado en la isla de Borneo establecido por sir James Brooke en 1842 al recibir el reconocimiento de reino independiente por parte del sultanato de Brunéi como recompensa por ayudarles a luchar contra la piratería y la insurgencia. 
En 1888 Charles Anthoni Johnson Brooke, el sucesor de James Brooke, aceptó convertir el reino en un protectorado del Reino Unido, y permanecería como tal hasta 1946, cuando el tercer gobernador, Charles Vyner Brooke, cedió sus derechos al Reino Unido. Desde 1963, Sarawak ha sido un estado de Malasia.

## Galería

Ganancias territoriales de 1841 a 1905
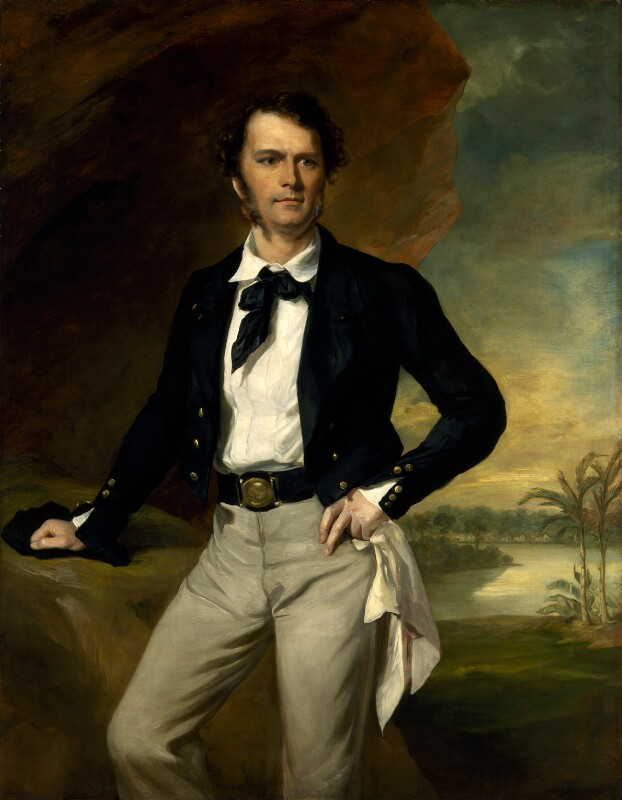
James Brooke
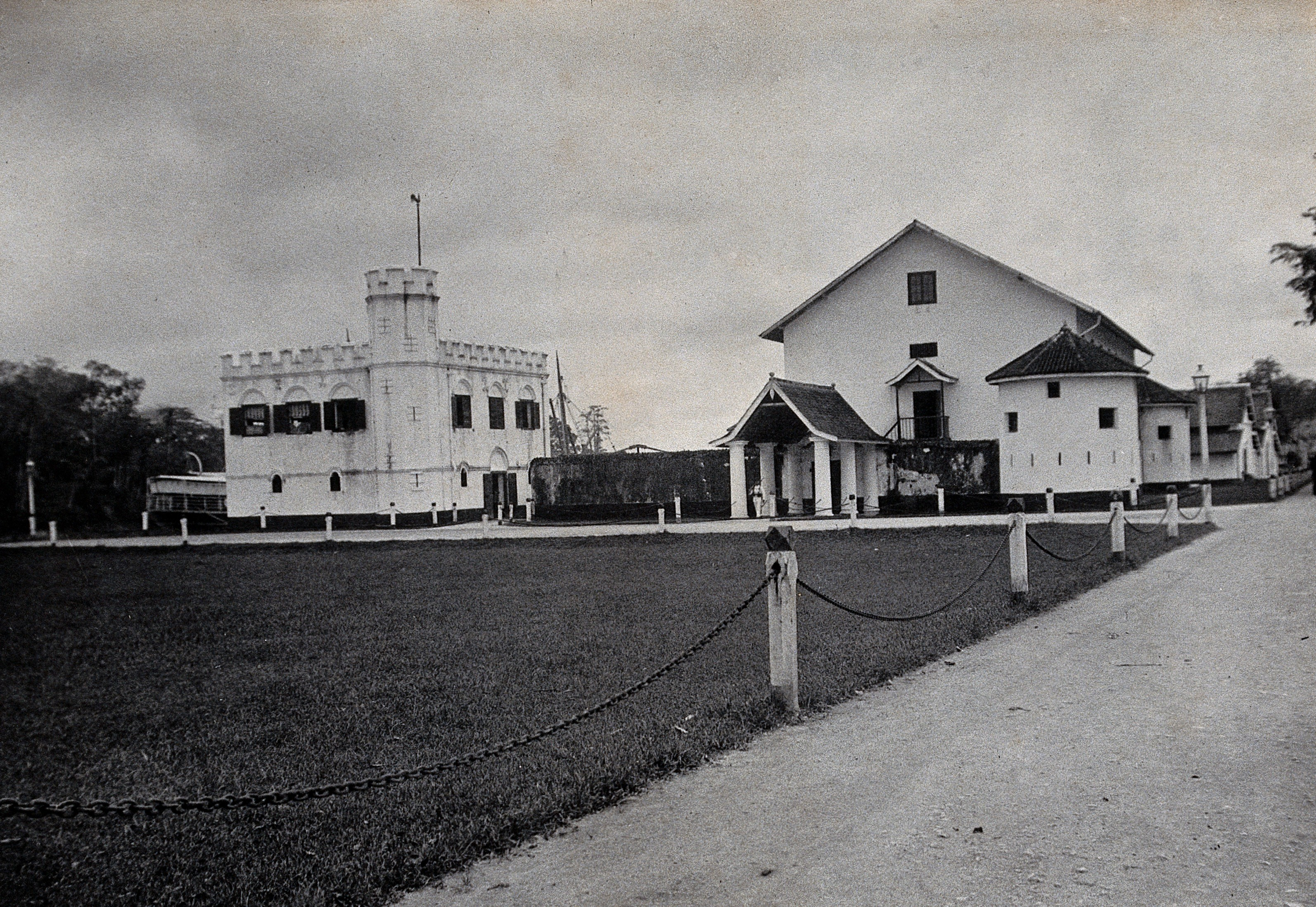
Kuching
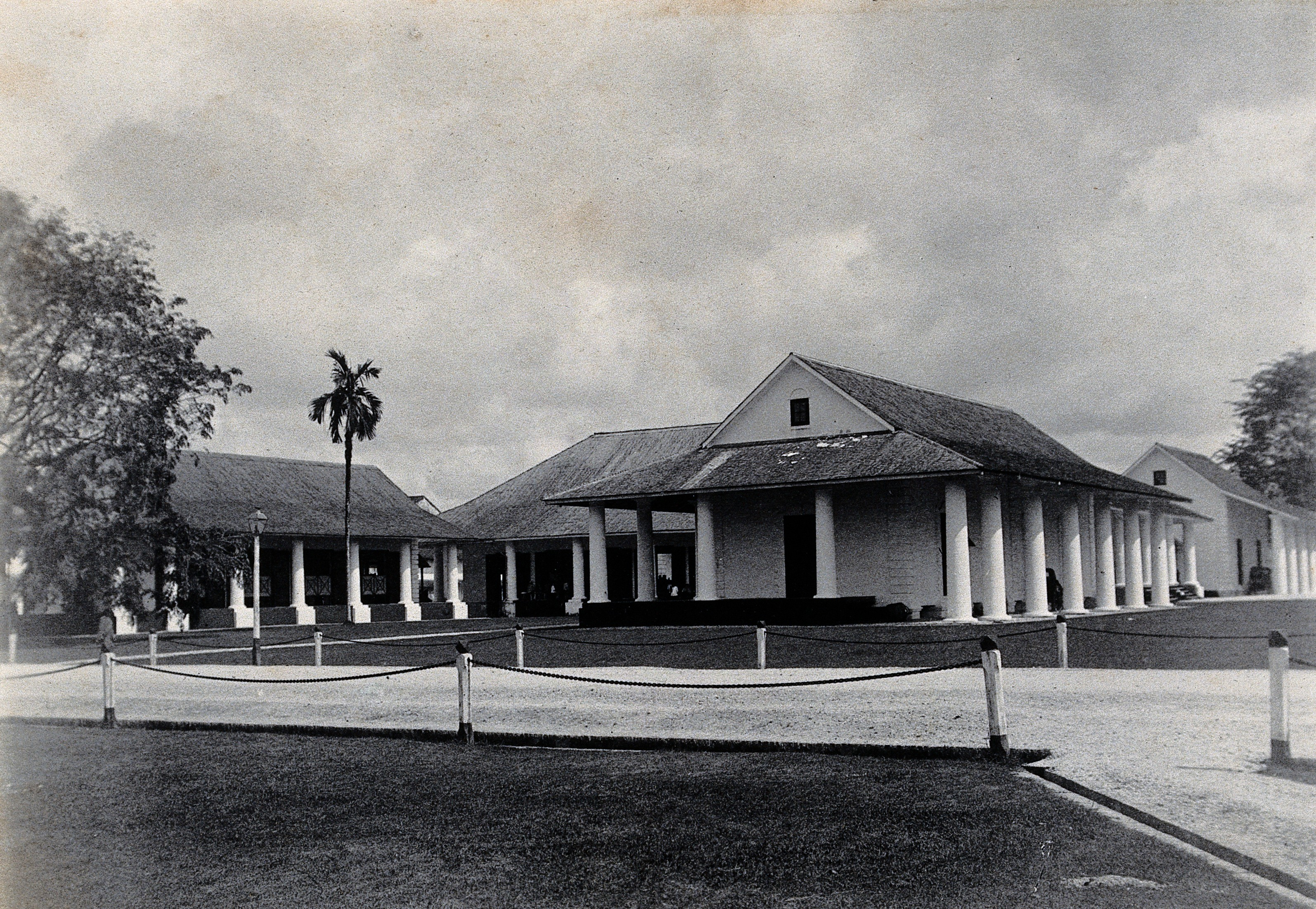
Kuching
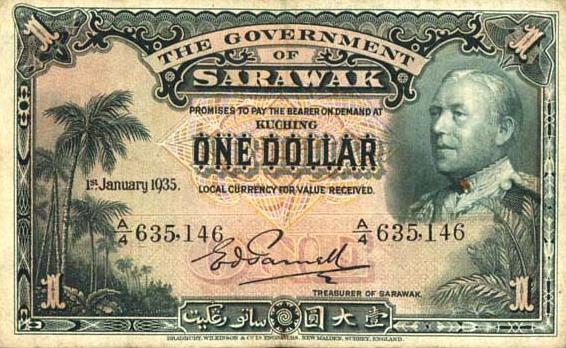
1 dólar de Sarawak de 1935. Charles Weiner de Windt Brook
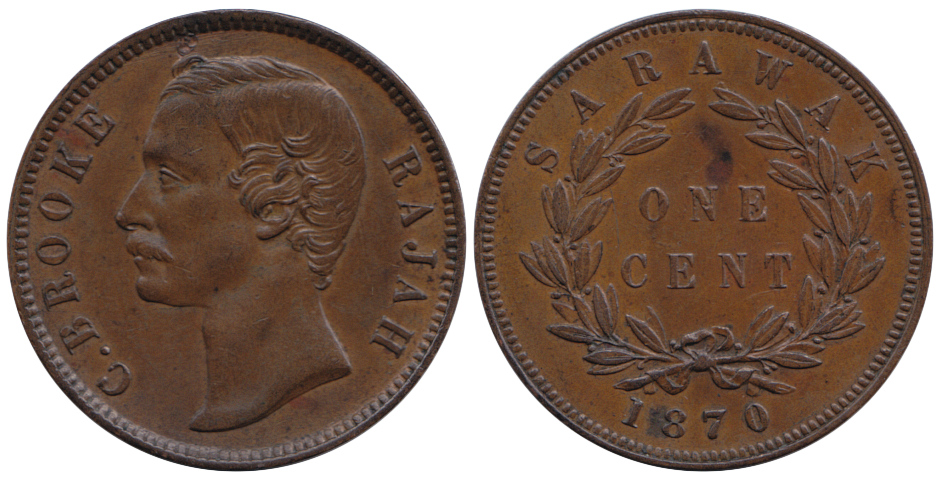
1 centavo de 1870 con un retrato de Charles Anthoni Johnson Brooke

- Datos: Q1658411